# ۱۴۸۹ (میلادی)
۱۴۸۹ (میلادی) هزار و چهارصد و هشتاد و نهمین سال تقویم میلادی است.

## زادگان
- ۱۵ آوریل – معمار سنان، معمار اهل ترکیه (د. ۱۵۸۸)